# Telaga Meuku I
Telaga Meuku I is een bestuurslaag in het regentschap Aceh Tamiang van de provincie Atjeh, Indonesië. Telaga Meuku I telt 709 inwoners (volkstelling 2010).